# Església de la Dormició de Kvabiskhevi
L'església de la Dormició de Kvabiskhevi (en idioma georgià: ქვაბისხევის ღვთისმშობლის მიძინების სახელობის ეკლესია), també coneguda com a Mariamtsminda (მარიამწმინდა, mariamts'minda, 'Santa Maria'), és una església ortodoxa georgiana medieval, situada a 2 km al nord-oest del poble de Kvabiskhevi, al municipi de Borjomi, a la regió centre-sud de Samtskhe-Javakheti, Geòrgia. És una basílica de tres naus; l'església va ser construïda en el segle viii o ix. És coneguda pel retrat al fresc dels segles xii i xiii del jove noble anomenat Xota, que popularment es creu que és el poeta èpic contemporani Xota Rustaveli. L'església de Kvabiskhevi està inscrita en la llista dels Monuments Culturals destacats de Geòrgia.

## Història
Kvabiskhevi és una basílica de tres naus construïda en pedra sobre una petita terrassa en una alta muntanya rocosa, amb la seva façana oriental recolzada contra la roca, la cara de la qual havia estat estellada a propòsit, i els altres tres costats miren cap a l'abisme escarpat del congost Kvabiskhevi. Només es pot accedir a la terrassa per un viarany des del nord-est que condueix a l'església des de l'estació de guàrdia del Parc Nacional Borjomi-Kharagauli.
De difícil accés, l'església va servir a l'edat mitjana com un refugi de guerra per als locals, els habitatges dels quals en ruïnes i refugis excavats en la roca es troben sota l'església. El llogaret, en aquest moment conegut com a Kvabi ('cova'), va ser completament despoblat poc després de la presa de l'àrea per part dels otomans el 1578; un cens turc de 1595 esmentava només sis residents permanents, i l'església abandonada. L'actual poble de Kvabiskhevi, al sud-est de l'església, és el resultat del reassentament de la muntanyosa província nord-occidental georgiana de Ratxa en la dècada de 1870.

## Arquitectura

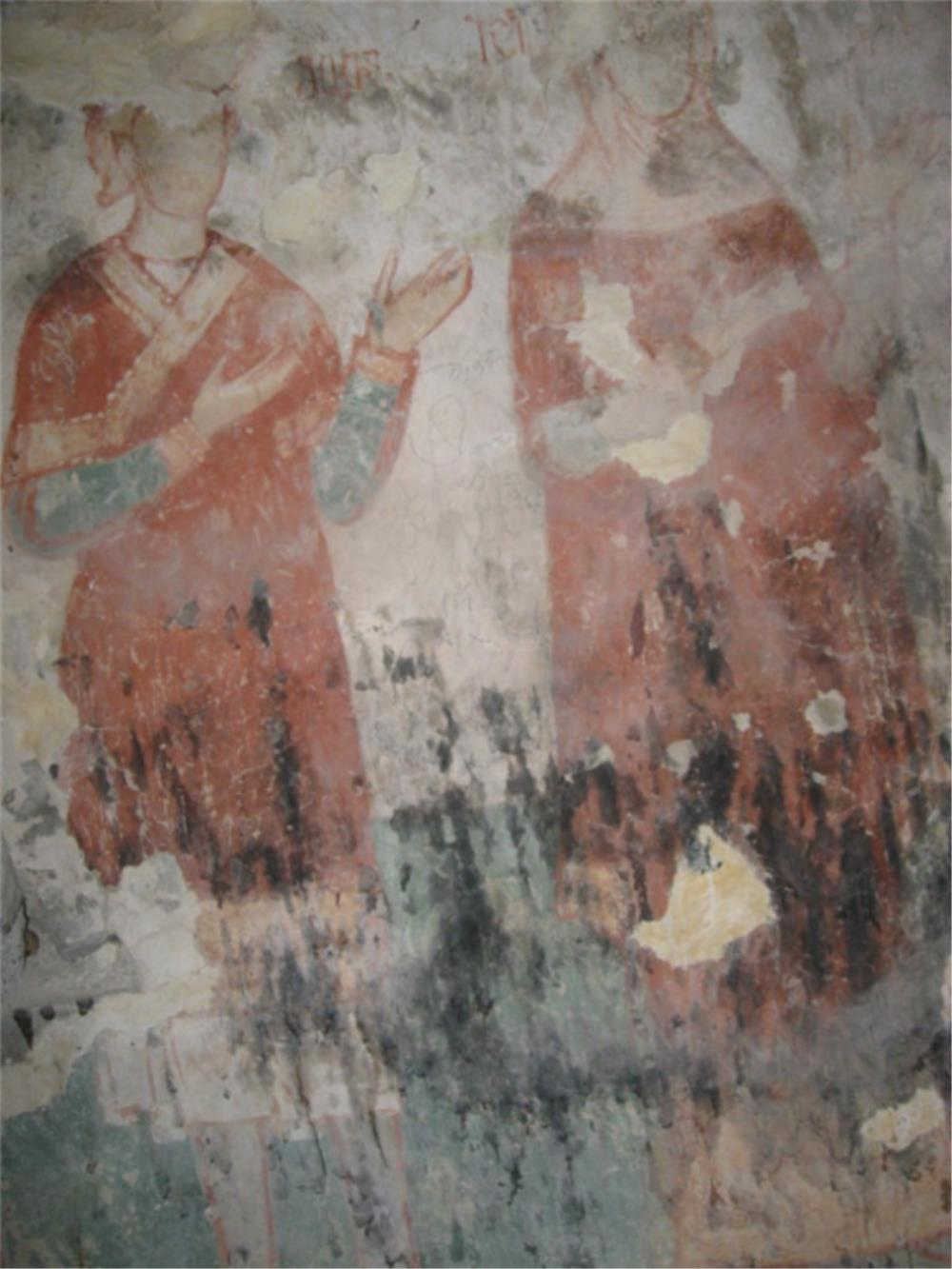
Fresc de Xota i Ia

L'església fa 8 x 4 metres quadrats. La nau principal és molt més gran que les naus laterals, i acaba en un absis oriental semicircular amb una finestra arcada. La volta és esfèrica. Les parts centrals superiors dels murs nord i sud contenen permòdols. La part central inferior del mur occidental té una porta, internament arquitravada i externament arcada. La nau principal està separada de les altres dues per dos arcs en cada costat, sostinguts per pilars rectangulars. La nau nord acaba amb una nau semicircular amb finestres. La nau sud està dividida en dues cambres per un envà perforat per una entrada rectangular baixa. La majoria de les decoracions externes es troben a la façana occidental, incloses tres creus tipus Bolnisi tallades en relleu sobre la porta d'entrada, un motiu recurrent a l'art cristià primitiu de Geòrgia.
La basílica conté restes de pintura mural medieval. En destaca un fresc dels segles XII-XIII a la paret nord de la nau sud, que representa un home i una dona, identificats pel text asomtavruli georgià medieval que l'acompanya com Xota i Ia, respectivament. El fresc es reprodueix en una obra de repussat a la porta de ferro feta a mà el 1987. Xota no era un nom poc comú entre l'aristocràcia local. Una hipòtesi popular identifica l'home del fresc de Kvabiskhevi amb el poeta Xota Rustaveli, que va escriure el poema èpic El cavaller a la pell de tigre.